# Mitsubishi Space Star
La Mitsubishi Space Star è un'automobile compatta prodotta dalla Mitsubishi Motors Corporation nell'azienda olandese NedCar (ex stabilimento della DAF) dal 1998 al 2005. 
Nel 2013 Mitsubishi ha iniziato a vendere la sesta generazione dell'autovettura Mirage con il nome di Space Star in alcune aree d'Europa, a causa dei diritti legali relativi all'utilizzo del nome Mirage.

## Storia
Nel 1996 la Mitsubishi approvò il progetto MGX di una monovolume compatta destinata soprattutto al mercato europeo, dove questo segmento stava trovando rapidamente numerosi consensi presso il pubblico; venne studiata una vettura che potesse coniugare quindi dimensioni contenute ad un abitacolo spazioso. Nel 1997 fu ufficializzato che il nome del progetto MGX di produzione sarebbe stato Space Star. La casa giapponese, insieme alla NedCar, investì circa 515 milioni di dollari per la produzione della vettura nello stabilimento olandese di Born.
Il modello di produzione venne svelato il 27 febbraio 1998 con la presentazione al salone di Ginevra, mentre l'automobile fu introdotta sul mercato nell'autunno dello stesso anno. 

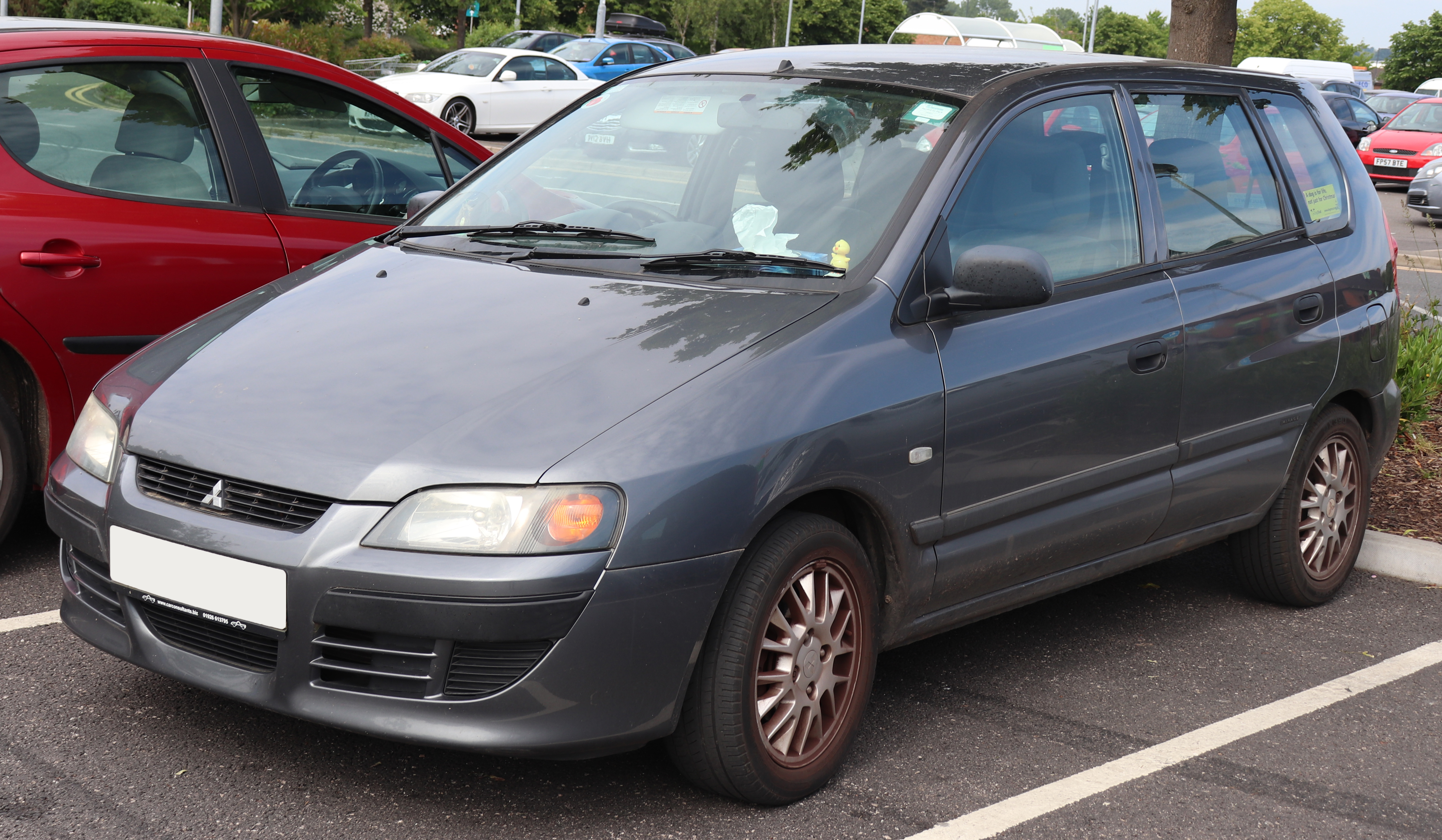
La Space Star dopo il restyling

La Space Star proponeva una carrozzeria monovolume compatta su piattaforma condivisa con la Mitsubishi Carisma e la Volvo S40 e veniva prodotta nello stabilimento NedCar nei Paesi Bassi. Il telaio di base è una struttura a trazione anteriore con motore anteriore in posizione trasversale, il passo è di 2,50 metri. Le sospensioni anteriori possiedono una geometria a ruote indipendenti di tipo MacPherson con barra stabilizzatrice mentre le posteriori sono di tipo indipendenti multilink con barra stabilizzatrice.
Disponeva di 4 motorizzazioni, tre a benzina e una a gasolio (quest'ultima di origine Renault). 
Gli esperti hanno messo in evidenza la sua affidabilità, abitabilità e spaziosità, che hanno conferito alla vettura un buon successo commerciale, mentre un difetto della macchina può essere la scarsa ripresa. 
Nel 2001 la Space Star fu sottoposta ai crash test dell'Euro NCAP e ricevette una valutazione di tre stelle per la sicurezza dei suoi passeggeri adulti e di due stelle per la sicurezza dei pedoni. 
All'inizio del 2005 la Mitsubishi ha esaurito la produzione dell'autovettura, ritirandola dal mercato.

### Motorizzazioni
- 1.3 l L4 Mitsubishi Orion (4G13)
- 1.6 l L4 Mitsubishi Mivec (4G92)
- 1.8 l L4 Mitsubishi Mivec (4G93)
- 1.9 l L4 Renault F9Q DI-D diesel

## Riutilizzo del nome

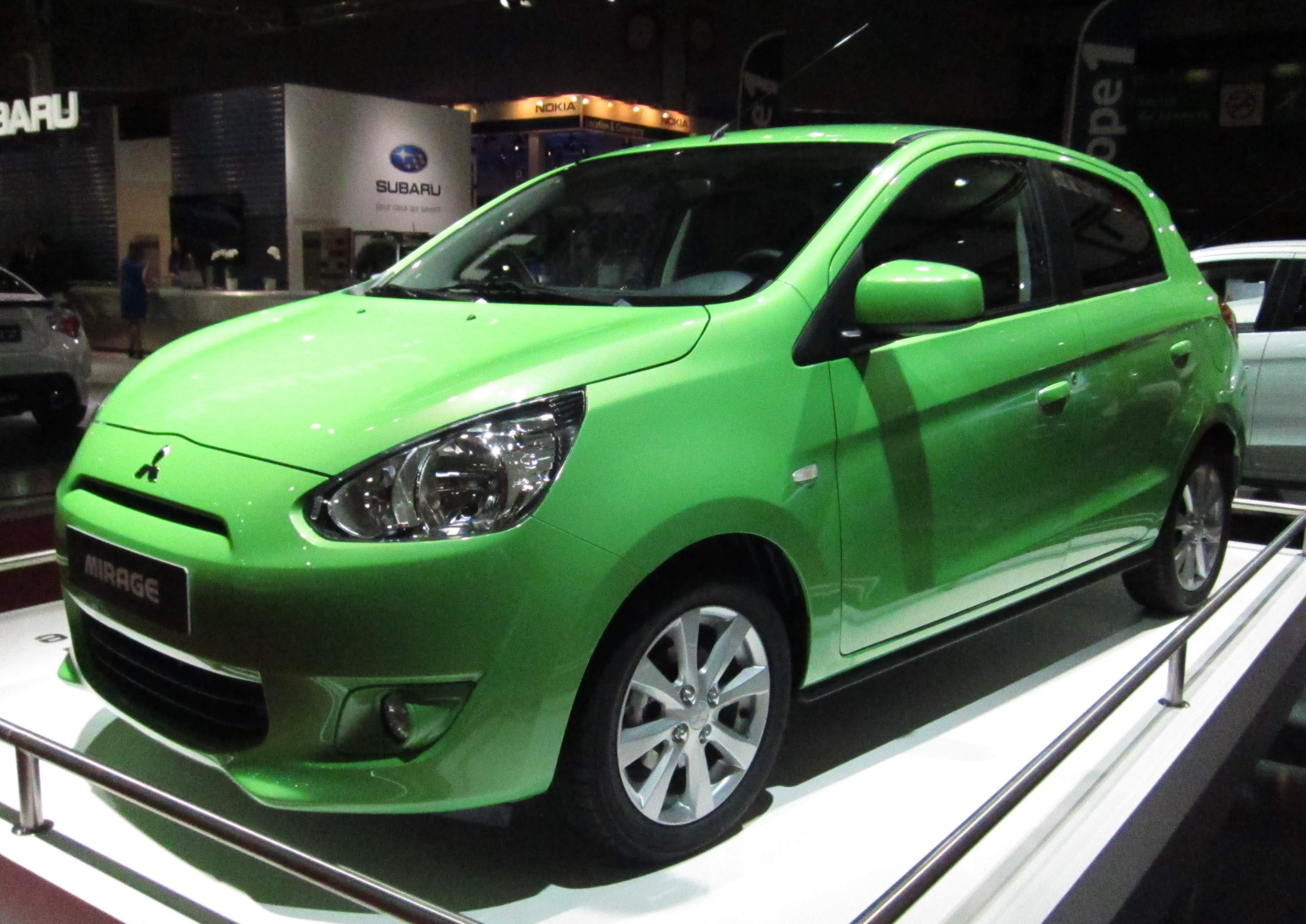
Una Mitsubishi Space Star, versione rimarchiata per l'Europa della Mitsubishi Mirage giapponese

Il nome Space Star è stato proposto nuovamente nel 2012 per rinominare la versione della Mitsubishi Mirage commercializzata in Europa. Tale modello, che in Giappone è giunto alla sua sesta generazione ed è stato introdotto già l'anno prima, propone in questo caso una carrozzeria berlina a 2 volumi simile a quelle delle più diffuse utilitarie e superutilitarie europee. È quindi una vettura che si pone a metà tra il segmento A ed il segmento B. I suoi motori sono due, entrambi a tre cilindri a benzina, da un litro e da 1.2 litri di cilindrata, con potenze di rispettivamente 72 e 80 CV. Nel 2016 viene sottoposta a un restyling che coinvolge sia gli interni che gli esterni.